# Neurine
 (novembre 2020).
Si vous disposez d'ouvrages ou d'articles de référence ou si vous connaissez des sites web de qualité traitant du thème abordé ici, merci de compléter l'article en donnant les références utiles à sa vérifiabilité et en les liant à la section « Notes et références ».
La neurine ou hydroxyde de triméthylvinylammonium est un alcaloïde présent dans le jaune d'œuf, le cerveau, la bile et les cadavres. Elle se forme lors de la putréfaction des tissus biologiques par déshydratation de la choline. Elle se présente sous la forme d'un liquide sirupeux extrêmement toxique à l'odeur de poisson. Elle est instable et se décompose facilement en triméthylamine.
Elle ne doit pas être confondue avec la neuridine (nom archaïque de la spermine), aussi présente dans le cerveau, mais non toxique.

## Structure
La neurine est un sel d'ammonium quaternaire, avec trois groupes méthyle et un groupe vinyle attaché à un atome d'azote.

## Toxicité
La dose létale minimale (injection intrapéritonéale) chez le cochon d'Inde est de 30 mg/kg. 

## Biosynthèse
La neurine est biosynthétisée lors de processus de destruction de la choline, présente chez la plupart des organismes vivants. Il s'agit d'une élimination ou déshydratation :
{\displaystyle \mathrm {(H_{3}C)_{3}N^{+}(CH_{2})_{2}OH\ {\xrightarrow {\Delta T}}\ \ (H_{3}C)_{3}N^{+}CH=CH_{2}+H_{2}O} }.

## Synthèse
La neurine peut être synthétisée par réaction entre l'acétylène et la triméthylamine.